# Wojciech Stattler

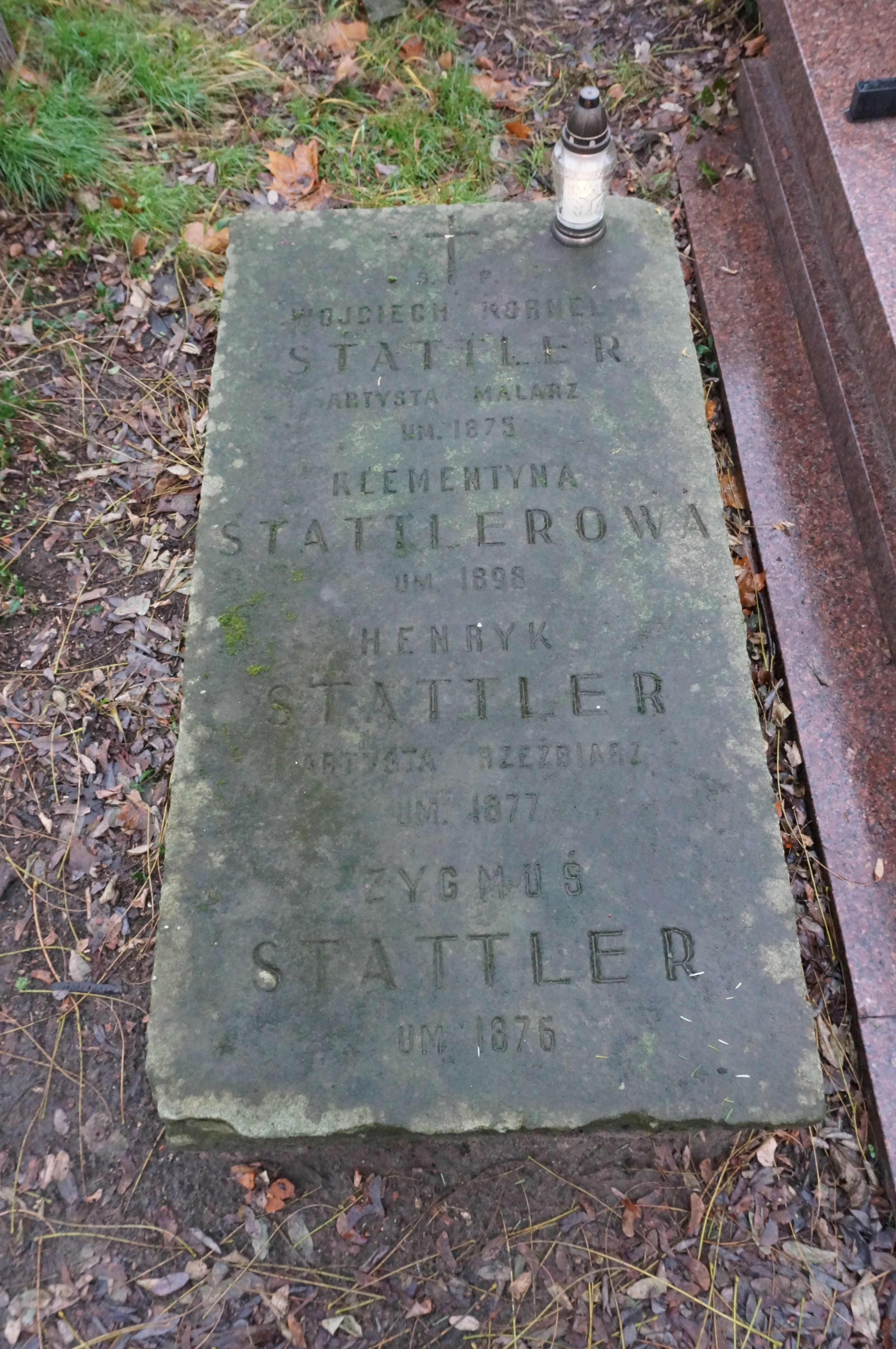
Grób Wojciecha Stattlera na cmentarzu Powązkowskim

Wojciech Korneli Stattler (ur. 20 kwietnia 1800 w Krakowie, zm. 6 listopada 1875 w Warszawie) – polski malarz reprezentujący malarstwo akademickie, elementy klasyczne łączył z realizmem oraz z wpływami nazareńczyków i biedermeieru.

## Życiorys
Jego ojciec Joachim Stattler zajmował się kotlarstwem i brązownictwem, był właścicielem wytwórni kotłów. Udzielał się w polityce, jako radny miejski i deputowany na sejm miasta Krakowa.
Wojciech Stattler rozpoczął studia w 1816 na Akademii Krakowskiej, początkowo od nauk matematyczno-przyrodniczych, lecz już w następnym roku zaczął uczęszczać do Szkoły Rysunku i Malarstwa w ramach Oddziału Literatury (w 1873 przekształconej w Szkołę Sztuk Pięknych). Jego nauczycielami byli: Józef Brodowski, Józef Peszka i Franciszek Lampi. Studiował we Włoszech w latach w 1818–1827: najpierw w Akademii św. Łukasza w Rzymie (oraz prywatnie u Vincenzo Camucciniego i Bertela Thorvaldsena), w 1822 w Wenecji (Akademia Wenecka; pod kierunkiem Antoniego Canovy), następnie znów w Rzymie. W czasie pobytu we Włoszech otrzymywał stypendium rządowe (1819-25). Obracał się w kręgach arystokratycznych i artystycznych, kontaktował się z malarzami z kręgu nazareńczyków. Przyjaźnił się z Juliuszem Słowackim, Antonim Odyńcem i Adamem Mickiewiczem. Mickiewicza portretował kilkakrotnie: rysy twarzy Mickiewicza nadał też Janowi Chrzcicielowi w obrazie Chrzest Chrystusa (kaplica biskupa Jakuba Zadzika w katedrze wawelskiej, ok. 1836).
Po powrocie do kraju pracował jako portrecista: w 1829 w Łańcucie malował portrety rodziny Potockich, pobierając za to pensję. Namalował też portret księcia Adama Jerzego Czartoryskiego. W 1829 został honorowym, a w 1831 – rzeczywistym profesorem malarstwa na swojej macierzystej uczelni (która w 1833 została połączona z Instytutem Technicznym). Był nauczycielem m.in. Aleksandra Kotsisa, Artura Grottgera, Jana Matejki. Wprowadził do programu szkoły naukę rysunku z żywego modela. Obowiązki profesora pełnił oficjalnie do 1857.
Odbywał jeszcze kilkakrotnie krótkie podróże zagraniczne. W 1830 roku wyjechał na zaproszenie Konstantego Czartoryskiego do Wiednia. Ożenił się wówczas z Włoszką Katarzyną Zerboni. W 1843-44 wybrał się do Paryża w związku z wystawieniem tam obrazu Machabeusze, za który otrzymał złoty medal.
Mimo popularności zdobytej jeszcze podczas studiów borykał się z problemami finansowymi. Zamieszkanie ok. 1870 w Warszawie nie przyniosło oczekiwanej poprawy warunków bytowych. Odmówił jednak namiestnikowi Fiodorowi Bergowi przyjęcia zamówienia na 50 kopii portretu cara.
Na jego dorobek malarski składają się głównie obrazy o tematyce religijnej (Kain i Abel – 1823, Mojżesz na górze Synaj – 1828, Machabeusze – 1842, Święta Rodzina – ok. 1870), w tym wiele ołtarzowych, liczne portrety (m.in. Mickiewicza, Słowackiego, Woronicza, Fredry, Brodzińskiego, Chłopickiego, Skrzyneckiego, Dembińskiego). Rzadziej tworzył akty i obrazy historyczne. Kopiował też obrazy mistrzów włoskich, m.in. Rafaela i Tycjana. Napisał „Pamiętnik” (opublikowany w 1916) oraz teksty publicystyczne i naukowe o malarstwie.
Został pochowany na cmentarzu Powązkowskim (kwatera 75-2-22).
Ożenił się z pochodzącą z Rzymu Klementyną z domu Colonna-Zerboni (zm. 1897 w wieku 89 lat), z którą miał synów: muzyka Juliusza Stattlera (1844–1901) i rzeźbiarza Henryka Stattlera (1834–1877), zaś jego wnuczkami (córki Juliusza) były Klementyna, Helena i Maria.

## Galeria

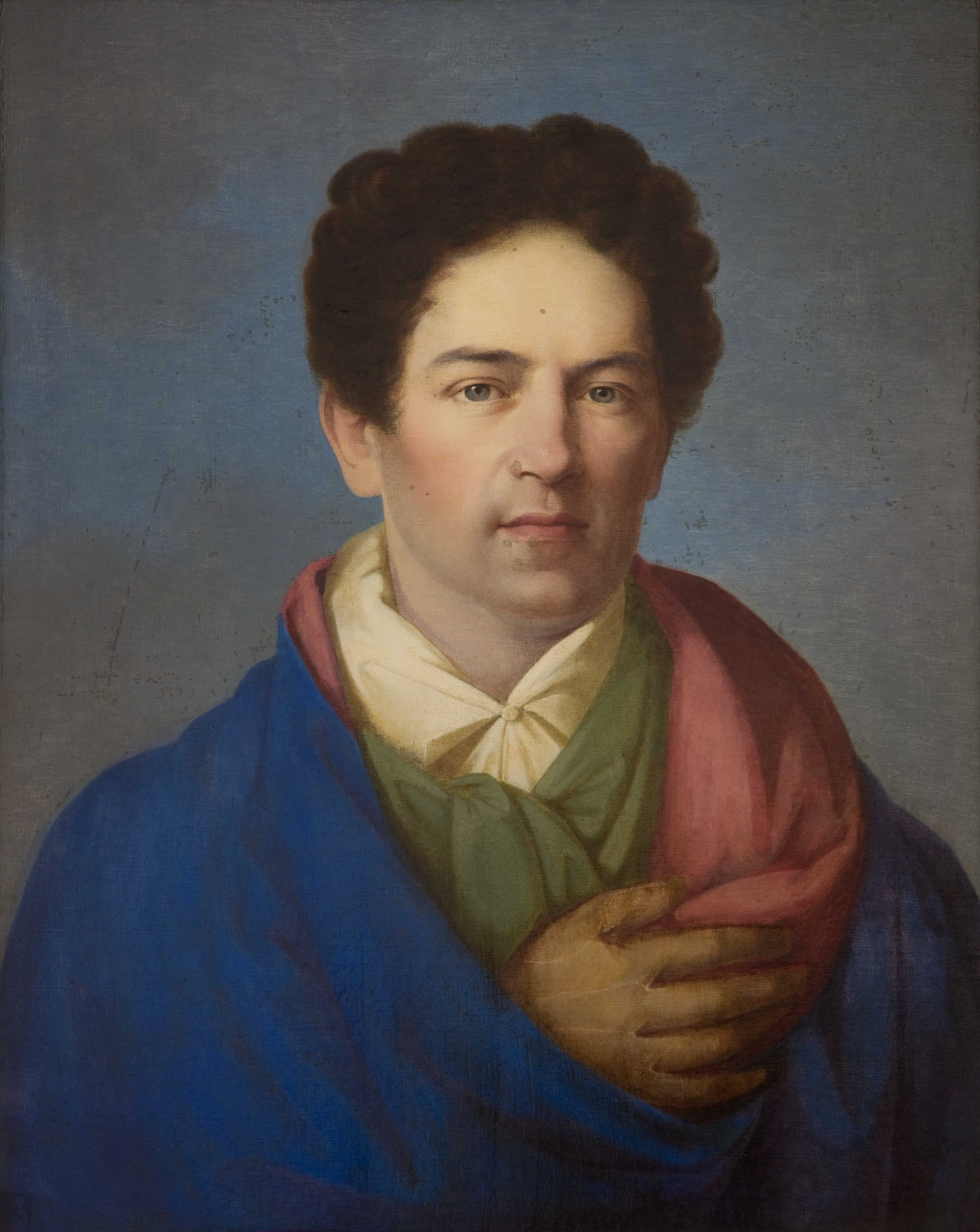
Portret Karola Teodora Soczyńskiego, 1824, Muzeum Narodowe w Krakowie
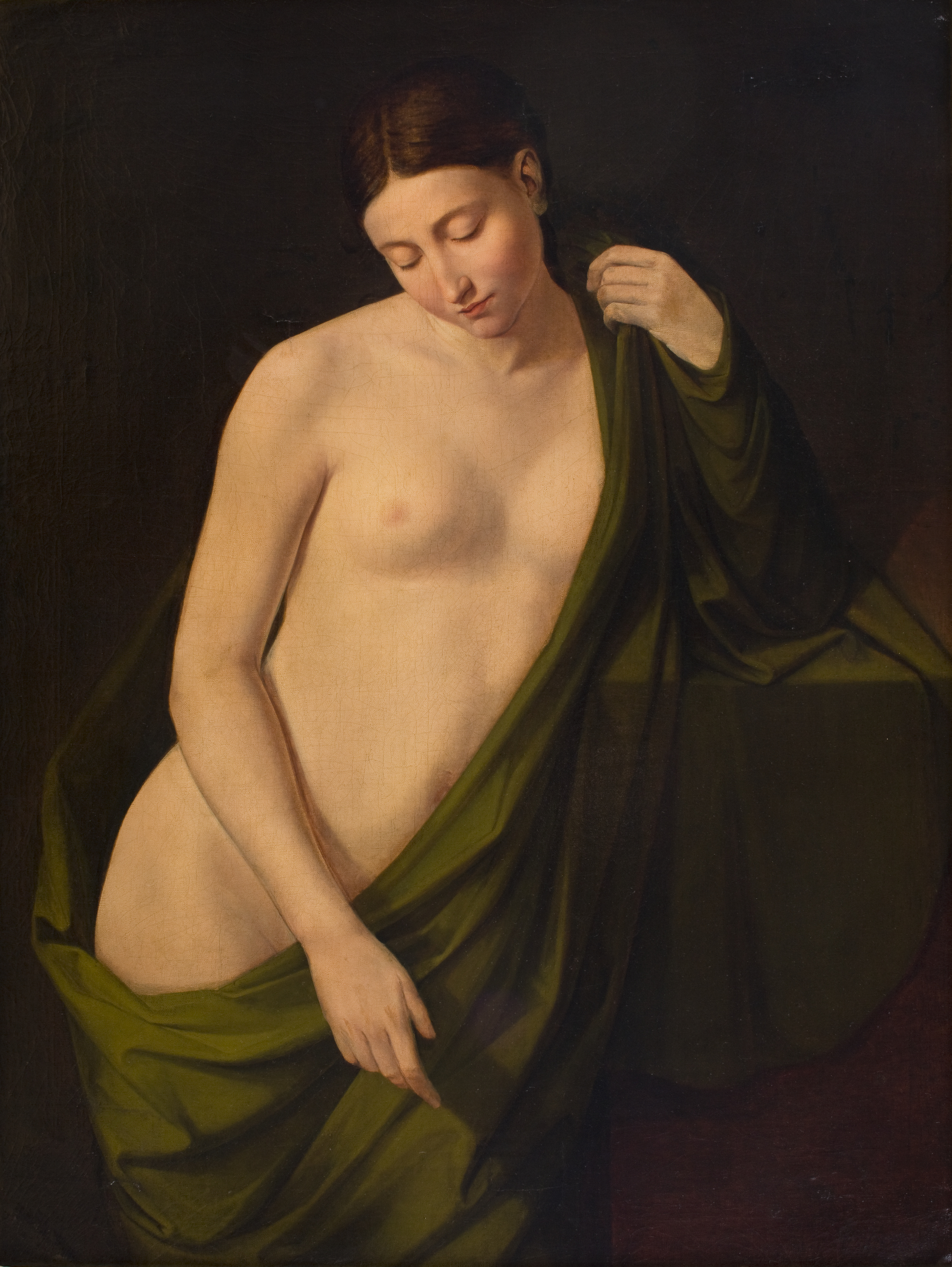
Studium aktu, około 1830
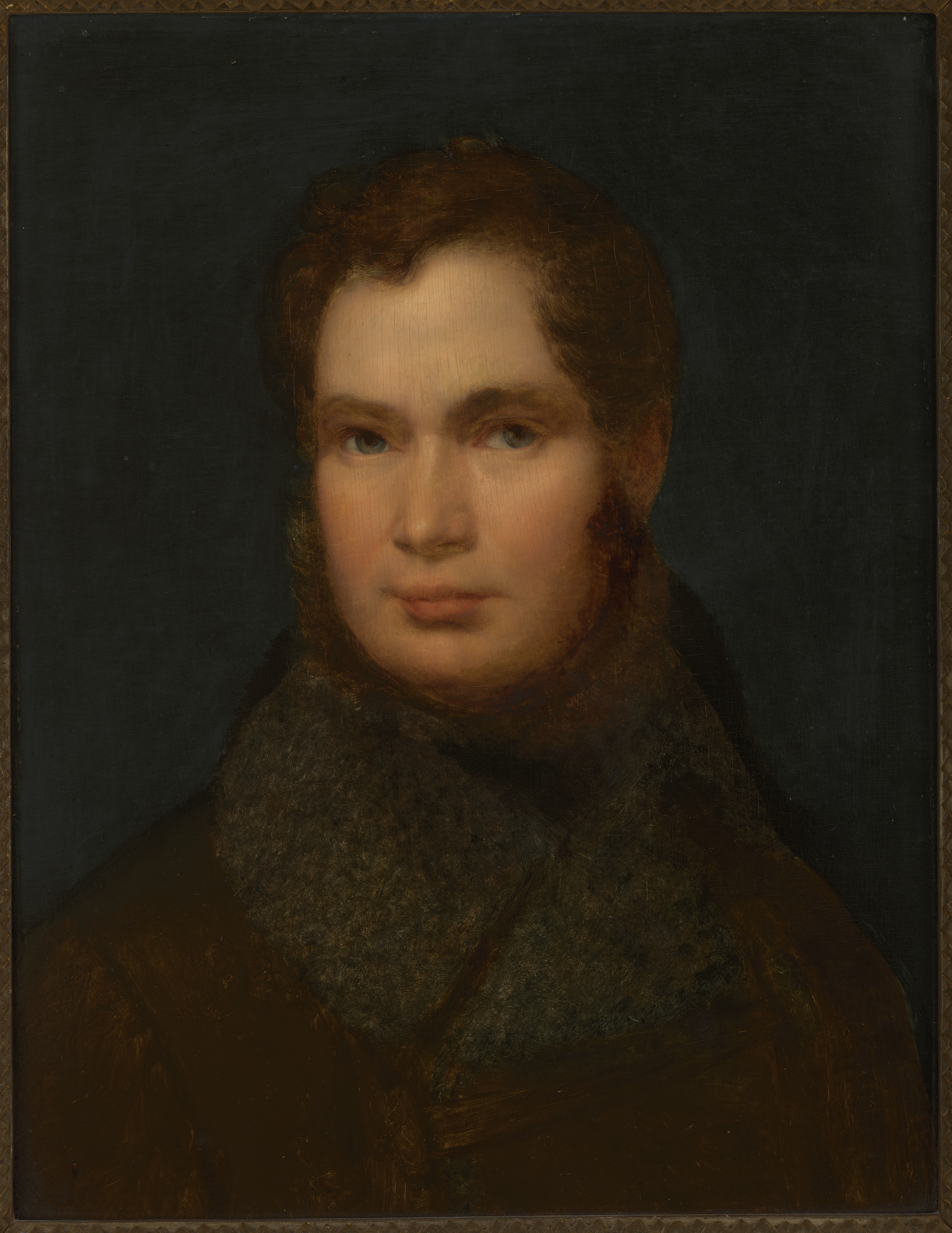
Autoportret, 1830–1835, Muzeum Narodowe w Krakowie
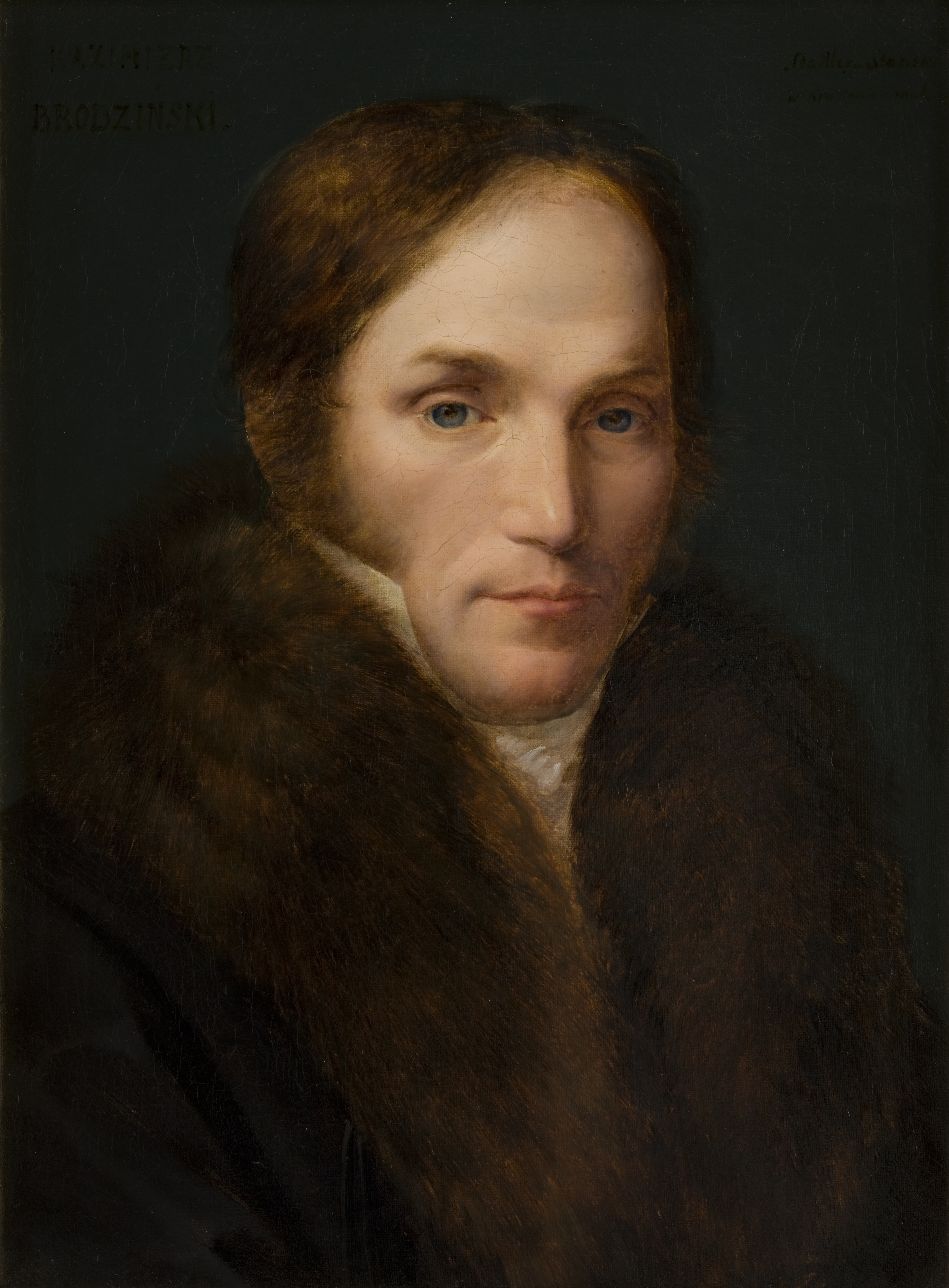
Portret Kazimierza Brodzińskiego, około 1830, Muzeum Narodowe w Krakowie
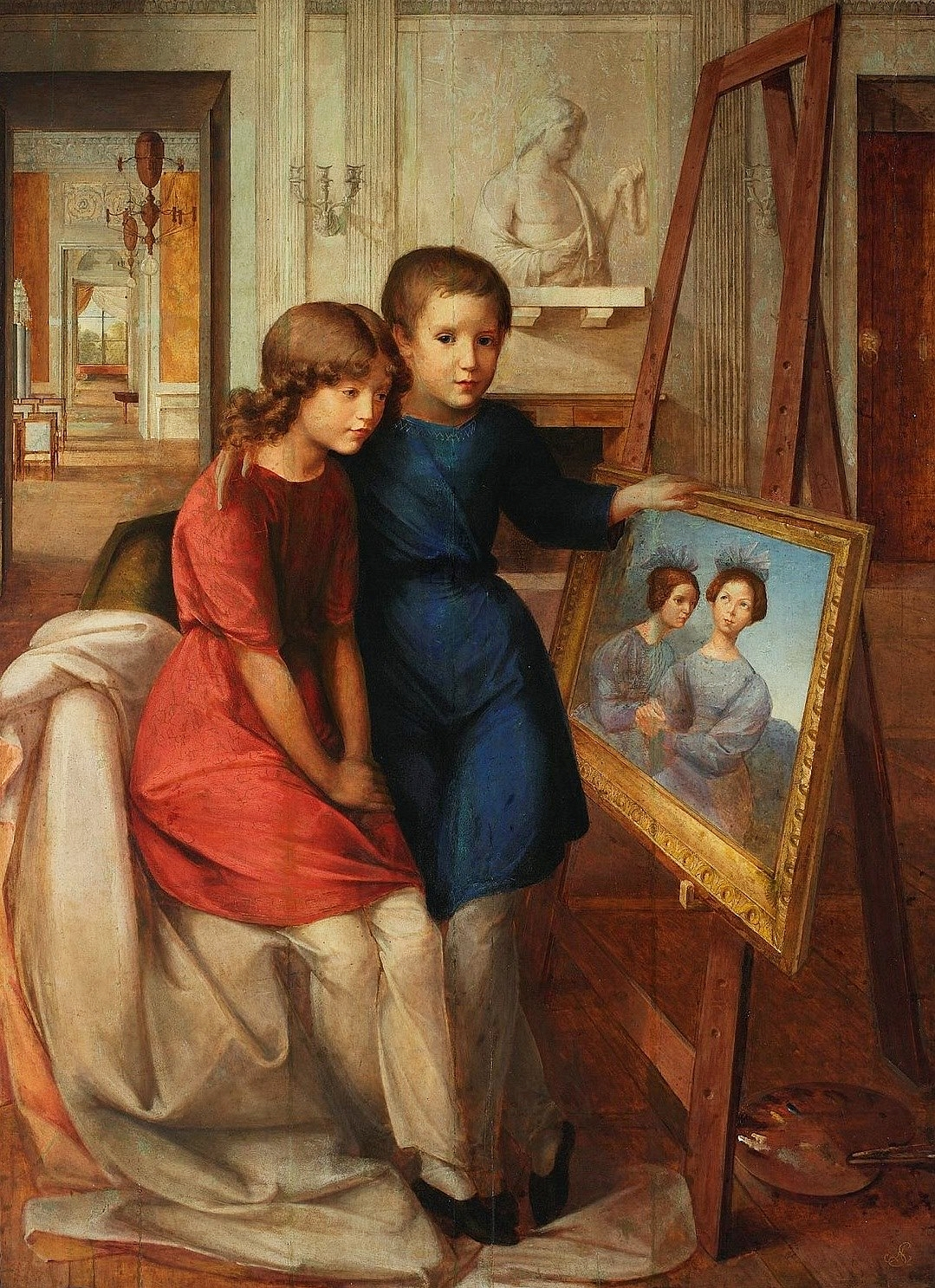
Portret Alfreda i Adama Potockich, 1832
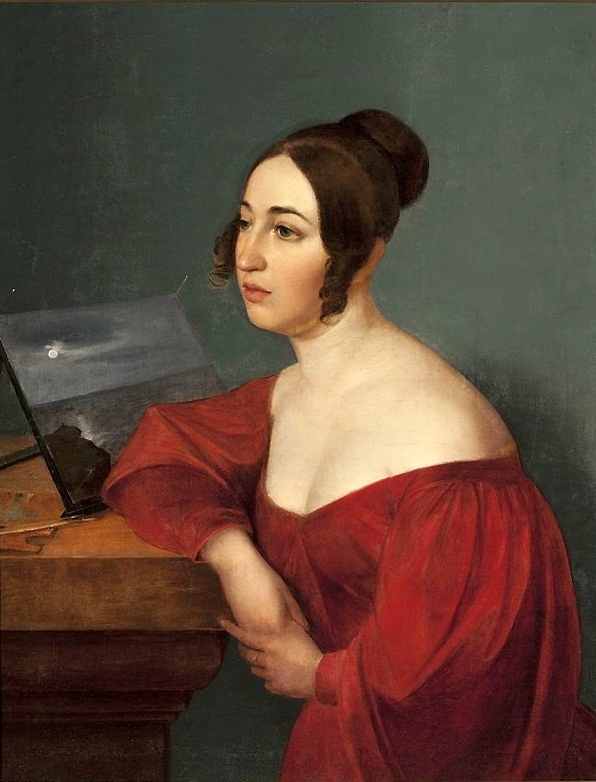
Portret Hortensji z Jełowickich Sobańskiej, 1836
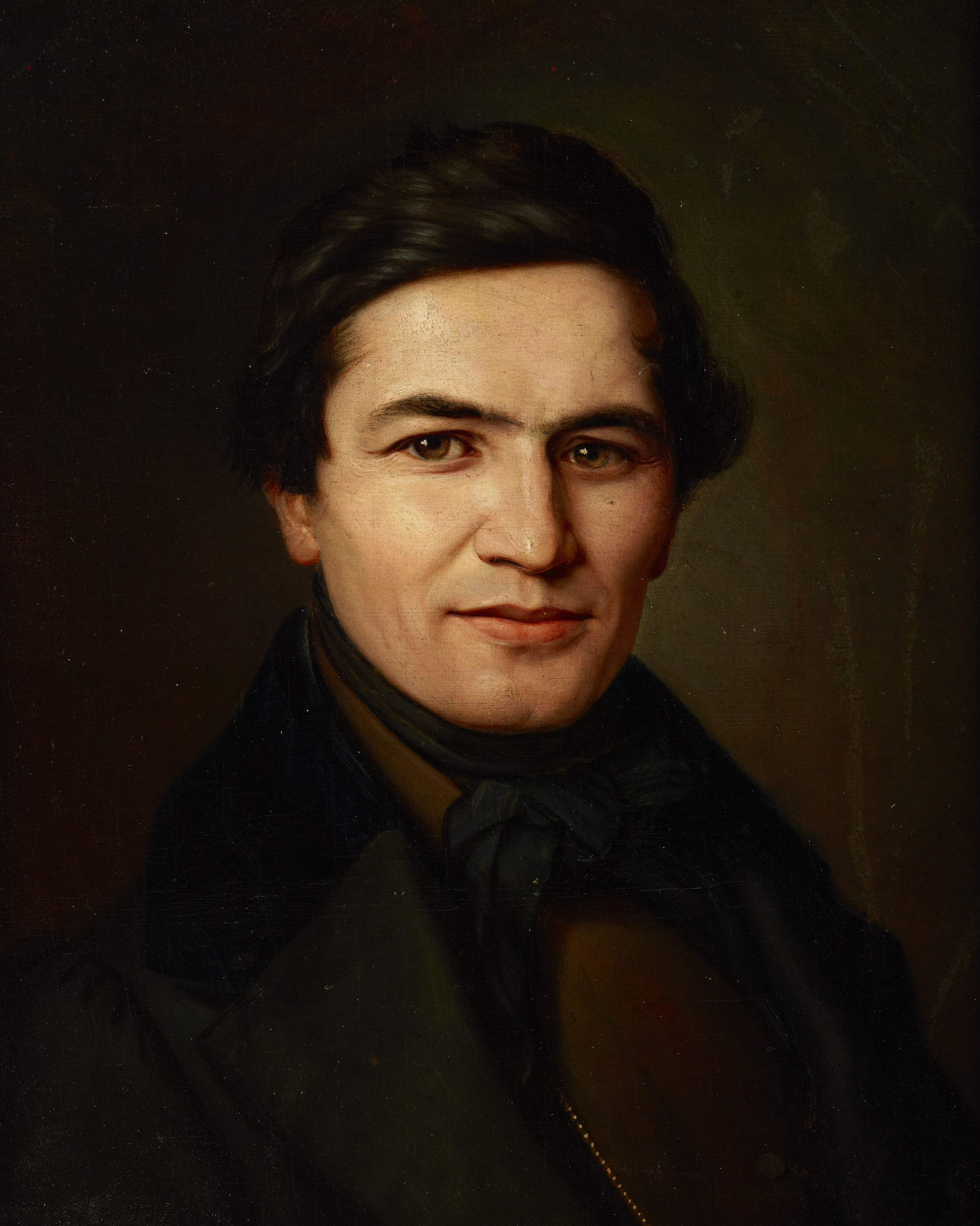
Portret mężczyzny, ok. 1840, Muzeum Narodowe w Krakowie
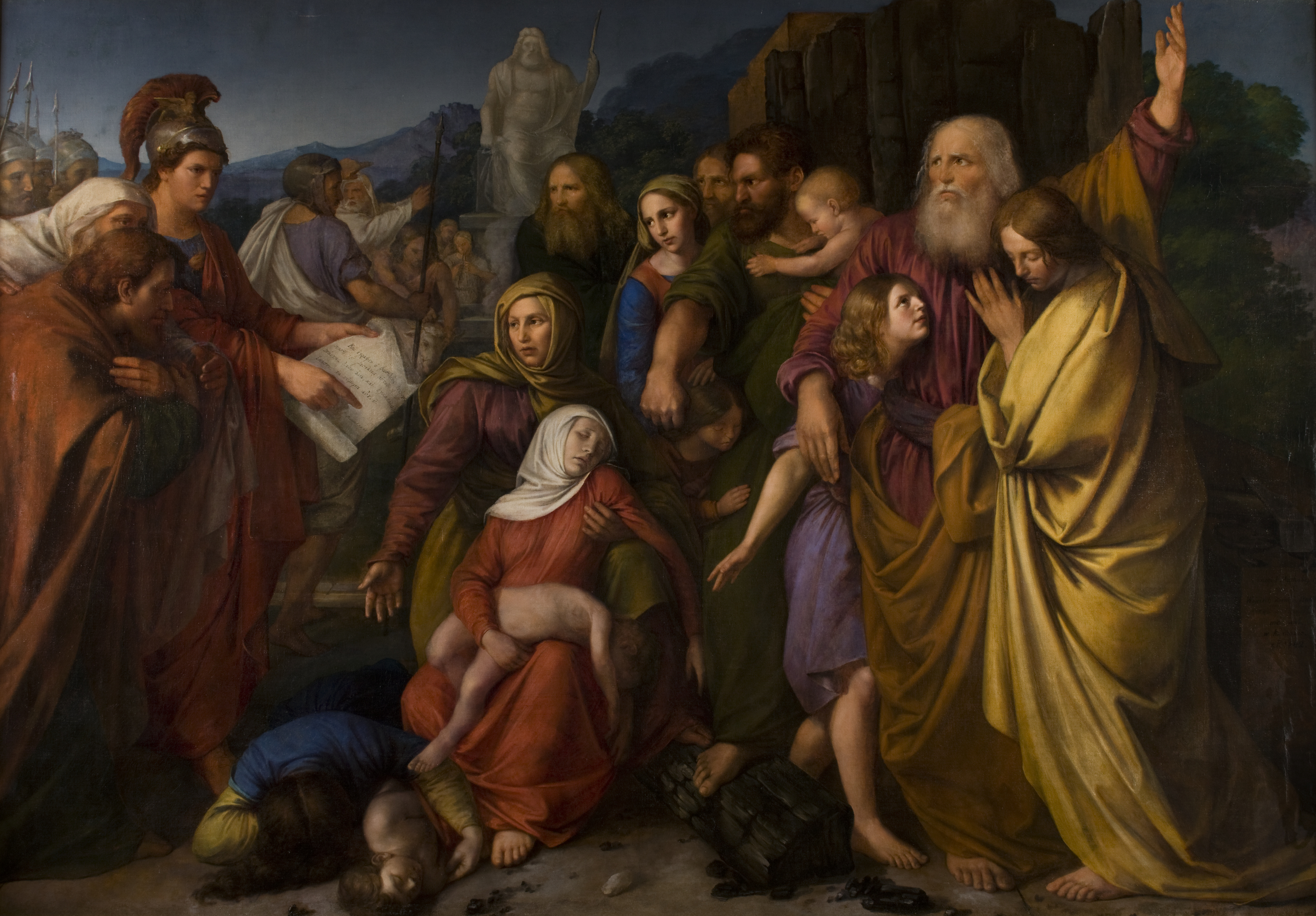
Machabeusze, 1842
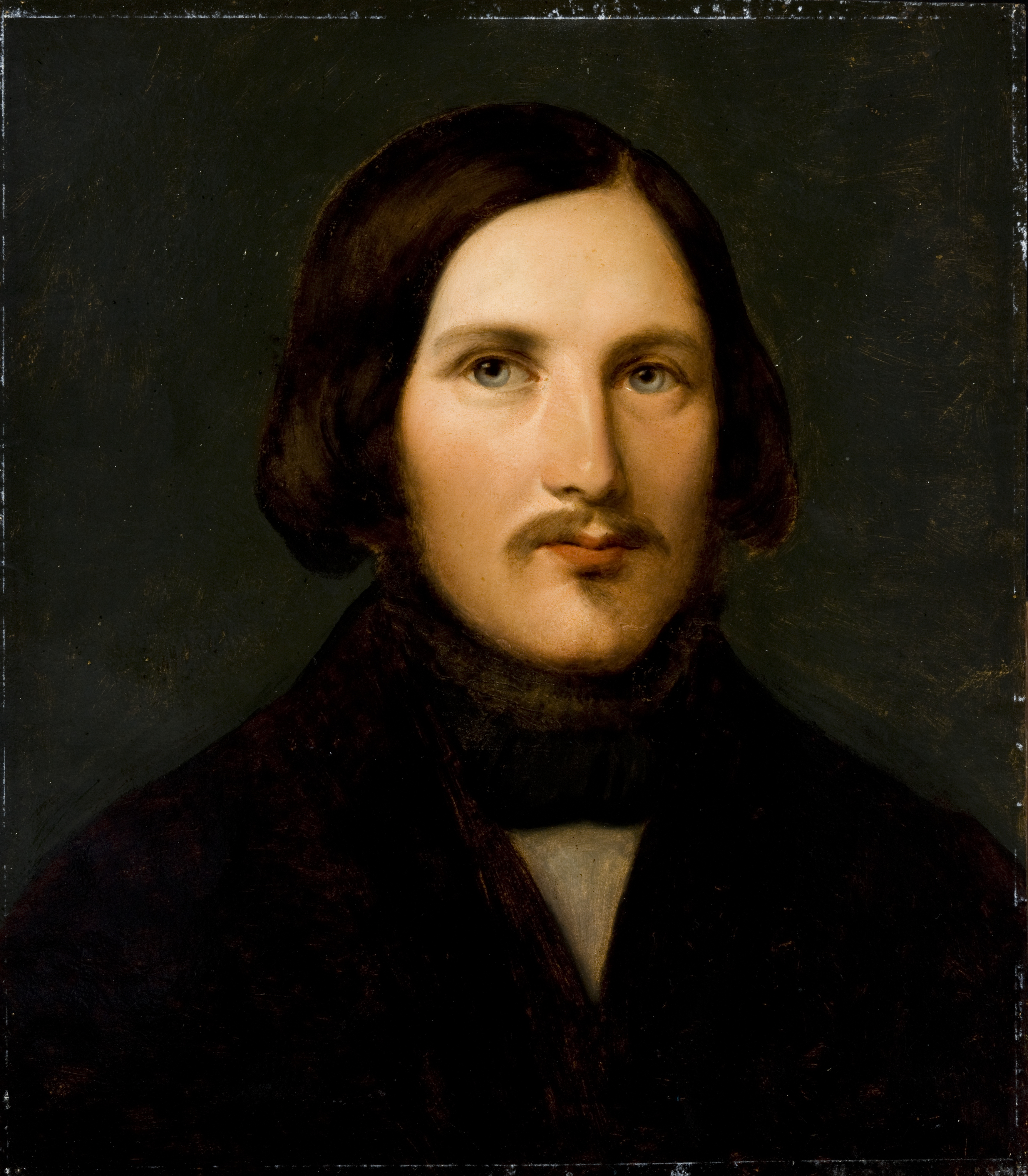
Portret Edmunda Wasilewskiego, 1842–1845
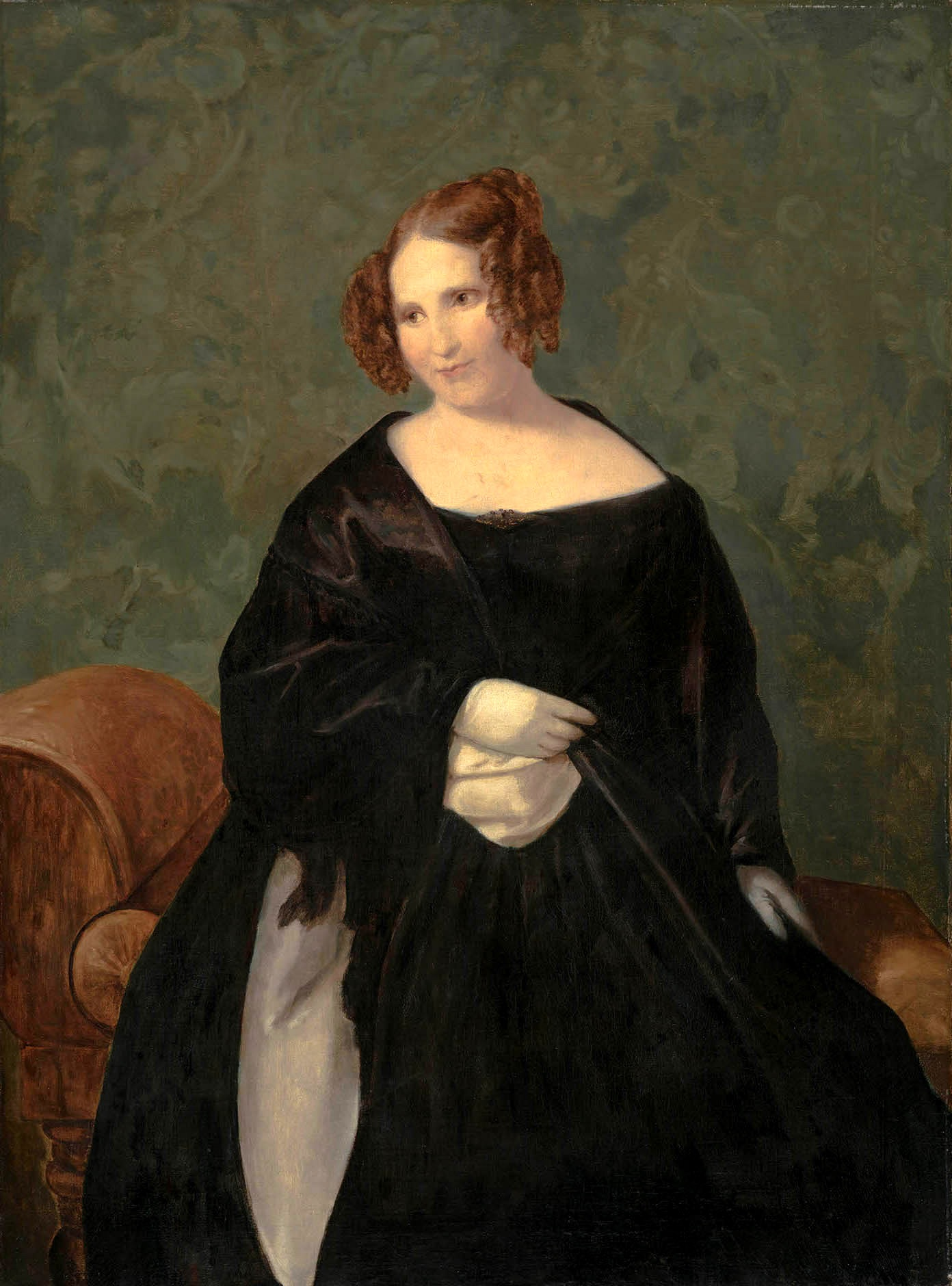
Portret Tekli Bierkowskiej, 1843–1845
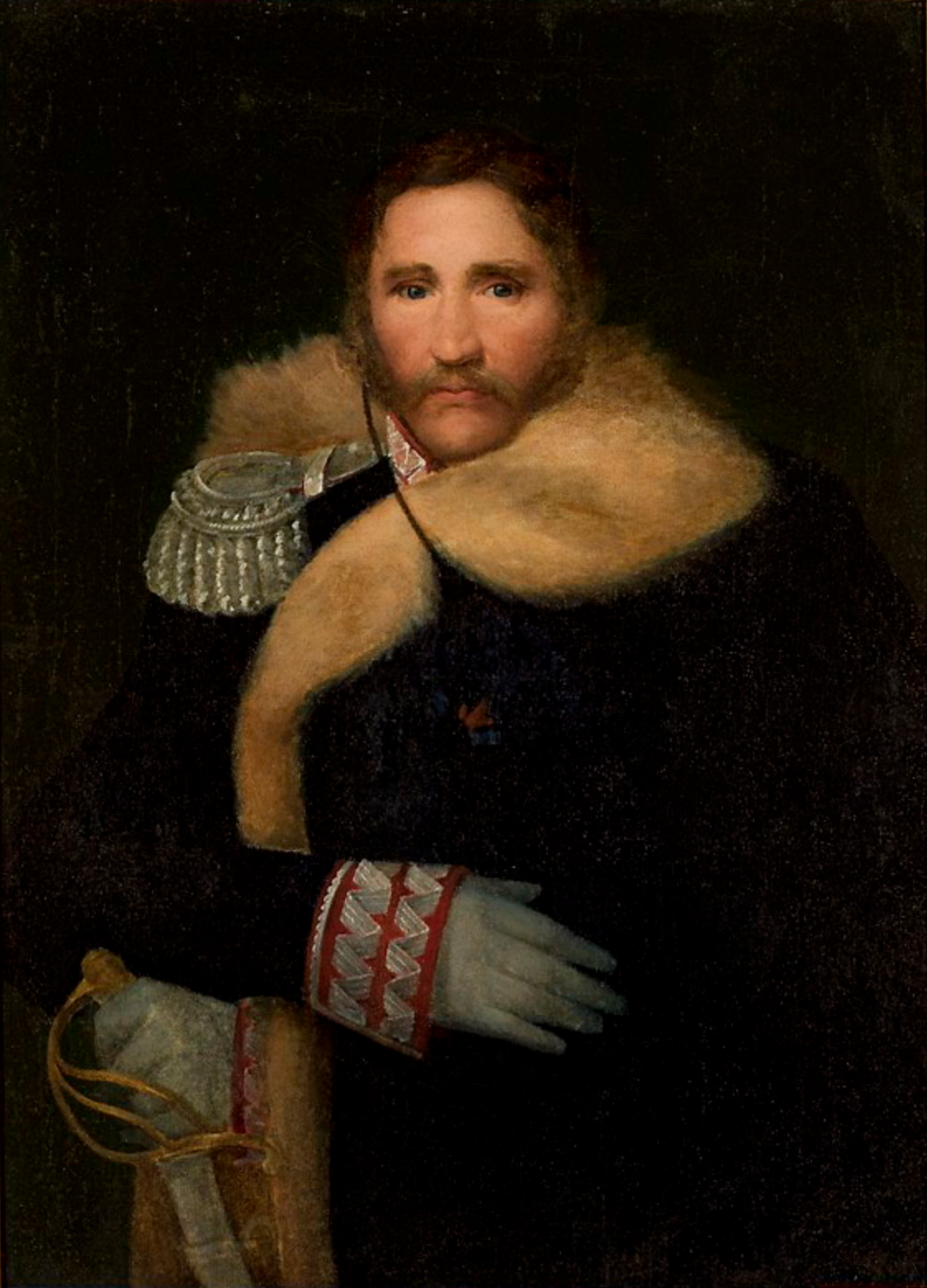
Portret generała Henryka Dembińskiego, około 1850
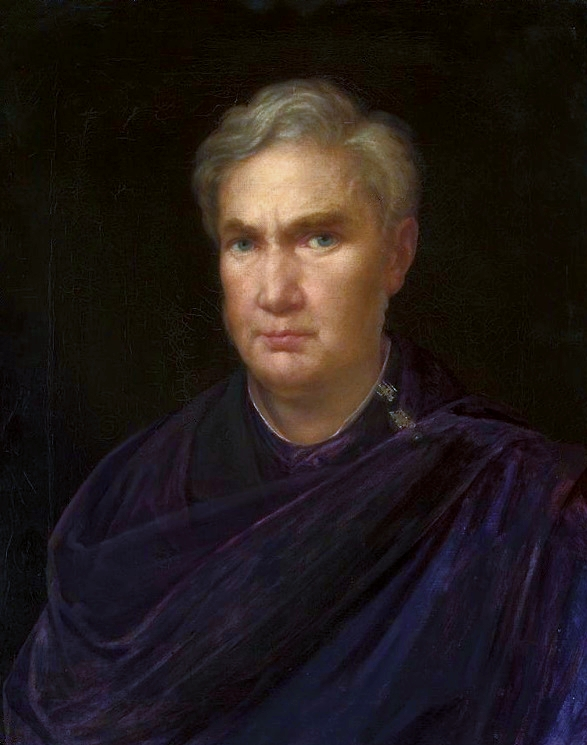
Autoportret, około 1850